# 노포차량기지축구장
노포차량기지축구장(老圃車輛基地蹴球場, Nopo Charyanggiji Football Field)은 대한민국 부산광역시에 있는 스포츠 시설이다. 천연잔디 필드가 갖춰진 경기장이며, 1985년에 준공되었다.

## 참고 문헌
- “부산교통공사 체육시설 이용 안내”. 부산교통공사.
- 《2023 전국 공공체육시설 현황 (2022년 12월말 기준)》. 대한민국 문화체육관광부. 2024.